# Mircea Bedivan
Mircea Bedivan, romunski rokometaš, * 8. oktober 1957, Constanţa.
Leta 1984 je na poletnih olimpijskih igrah v Los Angelesu v sestavi romunske rokometne reprezentance osvojil bronastno olimpijsko medaljo.